# My Happy Ending
"My Happy Ending" (em português: Meu Final Feliz) é uma canção de post-grunge, composta e produzida por Avril Lavigne e por Butch Walker para o álbum Under My Skin, de 2004. A RIAA dos EUA certificou com Disco de Platina com mais de um milhão de exemplares vendidos, e no Brasil, segundo a ABPD também de Disco de Platina devido a mais de 100 mil downloads pagos no país. E na Austrália com Disco de Ouro com mais de 35 mil CD Singles vendidos no país, segundo a ARIA.
"My Happy Ending" foi usado nos filmes "A Lot Like Lov" e "Bring It On: All or Nothing", no seriado CSI, e na 4ª temporada do também seriado Smallville. Em coletânea a música esteve presente no álbum "Keynote Karaoke: Pop, Vol. 6". A Microsoft, lança um jogo chamado "Lips" com a música da Avril em seu trilha sonora. No site About.com fez uma lista das 100 melhores músicas do gênero Pop, no qual "My Happy Ending" ficou na 74ª posição em 2004.

## Videoclipe

Lavigne assistindo cenas dela com seu ex-namorado no cinema.

O videoclipe de "My Happy Ending" foi escrito e dirigido pela MTV e pela vencedora do Grammy, Meiert Avis. Ofoi filmado em Bushwick, Brooklyn e Harlem, na cidade de Nova York. O vídeo começa com Lavigne correndo pela rua e entrando em um cinema, onde ela acha que o filme é uma retratação de suas lembranças sobre um relacionamento específico que ela teve. No início, as memórias (mostradas em cores) são felizes, retratando Lavigne no parque com seu namorado, enquanto ele a entrega uma flor e eles riem juntos. Eles também são exibidos se divertindo dentro de uma lavanderia. No entanto, como Lavigne canta "tanto para o meu final feliz", as memórias começam a perder cor. Lavigne e seu namorado se deitam juntos na cama, enquanto ela olha para ele e ele (obviamente, se desviando de seu olhar) olha fixamente para fora.
A relação começa a apresentar desgaste durante a ponte da música dentro de uma mercearia, onde seu namorado a antagoniza, insistindo que ele fale com ela. Ele a agarra e tenta puxá-la pelo abraço dela. Arremessado-a, ela se vira e o afasta. Então ela sai da mercearia e começa a correr pela rua (como no início do vídeo), e a uma loja de guitarra onde ela agarra uma guitarra e caminha até o telhado do prédio, onde ela é vista tocando com sua banda. Lá, ela encontra seu namorado sem remorso, sem olhar para ele. As lágrimas do filme e as lembranças terminam, deixando os segundos finais do vídeo como um close-up de Lavigne no teatro enquanto ela tenta decidir-se se ainda se senti feliz depois de tudo. No final, três outras garotas que estavam no restaurante saem com Lavigne, que sabem sobre o termino, já que eles se agarram uma com as outros.
Lavigne disse sobre o vídeo: "Trata-se de um relacionamento que não funciona, e ter que dizer adeus a todas as memórias e ... tudo isso". Quando perguntada se o vídeo de "My Happy Ending", realmente contém um final feliz, Lavigne disse: "Eu não sei se o vídeo tem um final feliz. Isso depende de como você olha para isso? De um jeito, ele é porque eu e "o cara" no vídeo já não estão mais juntos e acho que é melhor coisa."

## Opinião da crítica
| Críticas profissionais | Críticas profissionais |
| Avaliações da crítica  | Avaliações da crítica  |
| Fonte                  | Avaliação              |
| ---------------------- | ---------------------- |
| Alex Alves             | [ 10 ]                 |
| Ukmix                  | [ 11 ]                 |
| MSN Music              | [ 12 ]                 |

No site Virgin Media, especializado em música, disse que "My Happy Ending" tem o mesmo desempenho dos hits lançados do álbum "Let Go" e que essa é a última música lançada do álbum que fala sobre traição e lamentação de um fim de um relacionamento. A canção causa um impacto grande em grandes shows. E finaliza que esse é um dos melhores singles da cantora. Alex Alves, especializado em notícias musicais, disse que essa canção é um amadurecimento de Avril Lavigne se comparar com as canções anteriores como "Don't Tell Me". "My Happy Ending" conta com uma produção mais qualificada e mais melodia com gênero "pop-básico". A revista Billboard classificou essa canção como:"infinitamente forte, um esforço criativo que revela a jovem artista no seu melhor momento, com um vocal robusto e bonitas harmonias".
Na Revista Billboard, a crítica Karla Twinks escreveu: "é uma amadurecimento muito grande para a cantora, e uma canção de rock muito forte e com sentimentos. Um dos melhores singles dela com certeza." E deu 4,5 estrelas a canção.

## Uso na mídia
"My Happy Ending" foi usado para o filme Bring It On: All or Nothing. A música também foi usada no trailer de A Lot Like Love com Ashton Kutcher e Amanda Peet.
A canção foi usada em um episódio da temporada cinco da 'CSI: Crime Scene Investigation, "Mea culpa" (25 de novembro de 2004), em um episódio de quatro temporadas de Smallville, "Fachada" (6 de outubro de 2004) e em um episódio da quinta temporada de Gilmore Girls, com a pequena irmã de Dean ouvindo. A música usou vários episódios dos programas da MTV Date My Mom e Next.
A música também apareceu em videogames e foi destaque em três grandes séries de caraoquê: Lips, SingStar e Karaoke Revolution.
Lavigne cantou a música durante a cerimônia de encerramento dos Jogos Olímpicos de Inverno de 2010.

## Faixas
| My Happy Ending |                                     |                               |         |  |
| N.º             | Título                              | Compositor(es)                | Duração |  |
| 1.              | "My Happy Ending"                   | Avril Lavigne/Butch Walker    | 4:04    |  |
| 2.              | "My Happy Ending" (Versão Acústica) | Avril Lavigne/Butch Walker    | 3:57    |  |
| 3.              | "Take Me Away" (Versão Acústica)    | Avril Lavigne/Evan Taubenfeld | 2:55    |  |
| 4.              | "Take It"                           | Avril Lavigne/Magness         | 2:50    |  |

| My Happy Ending EP |                                     |                               |         |  |
| N.º                | Título                              | Compositor(es)                | Duração |  |
| 1.                 | "My Happy Ending"                   | Avril Lavigne/Butch Walker    | 4:04    |  |
| 2.                 | "My Happy Ending" (Versão Acústica) | Avril Lavigne/Butch Walker    | 3:57    |  |
| 3.                 | "Take Me Away" (Versão Acústica)    | Avril Lavigne/Evan Taubenfeld | 2:55    |  |
| 4.                 | "Take It"                           | Avril Lavigne/Magness         | 2:50    |  |
| 5.                 | "My Happy Ending" (CD ROM Track)    | Avril Lavigne/Butch Walker    |         |  |

## Desempenho nas paradas
Esse single obteve um dos melhores desempenhos do Under My Skin nas paradas musicais, comparado com o anterior "Don't Tell Me". Nos EUA ficou em 1º lugar na Billboard Pop 100, e na 9º na Hot 100. Ficou também em primeiro lugar em Taiwan e Tailândia. No Canadá, Reino Unido, Brasil ficaram na 11º, 5º e na 23º posição. "My Happy Ending" também ficou entre as músicas mais executadas do ano em vários países, tendo destaque novamente Taiwan, como a música mais popular de 2004.
| Chart (2004)                                   | Maior posição |
| ---------------------------------------------- | ------------- |
| Austrália (ARIA)                               | 6             |
| Áustria (Ö3 Austria Top 75)                    | 8             |
| Bélgica (Ultratop 50 de Flandres)              | 30            |
| Bélgica (Ultratop 50 da Valônia)               | 30            |
| Brasil (ABPD)                                  | 23            |
| Canadá (Canadian Singles Chart)                | 11            |
| República Checa (Rádio Top 100)                | 76            |
| França (SNEP)                                  | 39            |
| O campo songid é OBRIGATÓRIO PARA PARADA ALEMÃ | 17            |
| Hungria (Rádiós Top 40)                        | 16            |
| Irlanda (IRMA)                                 | 7             |
| Itália (FIMI)                                  | 7             |
| Japão (Oricon)                                 | 76            |
| Países Baixos (Dutch Top 40)                   | 13            |
| Países Baixos (Single Top 100)                 | 12            |
| Noruega (VG-lista)                             | 6             |
| Roménia (Romanian Top 100)                     | 30            |
| Escócia Scottish Singles Chart                 | 4             |
| Espanha (PROMUSICAE)                           | 6             |
| Suécia (Sverigetopplistan)                     | 11            |
| Suíça (Schweizer Hitparade)                    | 23            |
| Reino Unido (UK Singles Chart)                 | 5             |
| Estados Unidos (Billboard Hot 100)             | 9             |
| Estados Unidos (Billboard Mainstream Top 40)   | 1             |
| Estados Unidos (Billboard Adult Contemporary)  | 37            |
| Estados Unidos (Billboard Adult Top 40)        | 3             |
| Venezuela Venezuela Pop Rock (Record Report)   | 1             |

| País/Parada musical                             | Posição |
| ----------------------------------------------- | ------- |
| Taiwan - Hot 50                                 | 1       |
| Áustria - Hot 100                               | 12      |
| Estónia - Raadio 2                              | 23      |
| Estados Unidos - Radio+Records Airplay - Hot AC | 27      |
| Portugal - Hot 100                              | 31      |
| Noruega - Hot 100                               | 34      |
| União Europeia - Top 100                        | 37      |
| Suécia - Top 100                                | 40      |
| Hungria - MAHASZ Top 100                        | 43      |
| Grécia - Hot 100                                | 46      |
| Itália - Hot 100                                | 51      |
| Estados Unidos - Billboard Hot 100              | 54      |
| Japão - Osakan Hot 100                          | 55      |
| Letônia - Hot 500                               | 58      |
| Dinamarca - IFPI Dinamarca                      | 59      |
| Japão - Tokio Hot 100                           | 65      |
| Suécia - Sverigetopplistan                      | 66      |
| Austrália - ARIA Chart                          | 62      |
| Canadá - Hot 100                                | 73      |
| Hungria - MAHASZ Rádios Top 100                 | 83      |
| Reino Unido - UK Singles Charts                 | 106     |
| Mundo - Top Hits Online                         | 6       |
| Mundo - United World Chart                      | 14      |

| País                  | Certificação | Vendas     |
| --------------------- | ------------ | ---------- |
| Estados Unidos - RIAA | Platina      | 1,200,000+ |
| Brasil - ABPD         | Platina      | 100,000+   |
| Austrália - ARIA      | Ouro         | 35,000+    |

## Prêmios
| Ano  | Cerimônia                    | Nomeação                                   | Resultado |
| ---- | ---------------------------- | ------------------------------------------ | --------- |
| 2004 | Imperio Music Awards         | Video of the Year                          | Venceu    |
| 2005 | MuchMusic Video Awards       | People's Choice: Favourite Canadian Artist | Indicado  |
| 2005 | Socan Awards                 | Pop Music Award                            | Venceu    |
| 2005 | MTV Video Music Awards Japan | Best Female Video                          | Indicado  |
| 2005 | Canadian Radio Music Awards  | Fan Choice Award                           | Venceu    |
| 2006 | BMI Awards                   | Best Pop Song                              | Venceu    |

## Histórico de lançamento
| País           | Data                | Gravadora   | Formato          |
| -------------- | ------------------- | ----------- | ---------------- |
| União Europeia | 16 de junho de 2004 | Arista, RCA | Mainstream radio |
| Japão          | 22 de junho de 2004 | BMG Japan   | CD single        |
| Austrália      | 24 de junho de 2004 | Arista      | CD single        |
| Alemanha       | 24 de junho de 2004 | Arista      | CD single        |
| Reino Unido    | 27 de junho de 2004 | Arista      | CD single        |
| França         | 29 de junho de 2004 | Arista      | CD single        |